# Viquiviatges
Viquiviatges (en anglès Wikivoyage) és un projecte per crear una guia turística lliure, basada en la tecnologia wiki. Es desenvolupa de manera col·laborativa per viquiviatgers de tot el món. Viquiviatges es construeix amb l'esperit de compartir el coneixement que fa que viatjar sigui tan agradable.
Va ser fundada al setembre de l'any 2006 per autors alemanys de Wikitravel no conformes amb les polítiques comercials dels propietaris d'aquest lloc. S'ha convertit en el wiki amb el tema viatges més popular a Alemanya, i va ser llançada en anglès, holandès, francès, italià, rus i suec.